# 500px
500px (uitgesproken als "vijfhonderd pixels") is een online fotografie-gemeenschap opgericht door Oleg Gutsol en Evgeny Tchebotarev. Het bedrijf werd in 2003 opgericht in Toronto maar kreeg pas grote bekendheid toen het in 2009 met een ingrijpend vernieuwde website kwam. De doelgroep van 500px bestaat voornamelijk uit hobby- en professionele fotografen. Leden worden aangemoedigd hun beste werk te uploaden.
De bedoeling achter 500px is enerzijds het bieden van een plek voor fotografen om hun werk tentoon te stellen en anderzijds om inspiratie op te doen en onderlinge contacten te leggen.

## Geschiedenis
Evgeny Tchebotarev begon voor het eerst met 500px in 2003 als onderdeel van de blogsite Livejournal. Toentertijd werd een breedte van 500 pixels gezien als adequate beeldverhouding voor web-afbeeldingen en was aldus de upload-limiet. Na het uploaden werden beelden door moderators beoordeeld en alleen de als best beoordeelde exemplaren werden op de website geplaatst.
Tchebotarev sloeg in 2009 de handen ineen met Oleg Gutsol en samen begonnen zij aan compleet nieuwe versie van 500px. Hoewel de maximale afbeeldingsgrootte werd opgeschroefd naar 900 pixels bleef de originele naam bestaan. Het duo lanceerde de nieuwe site op 31 oktober 2009. In februari 2012 volgde een grote update met features als 'flow', 'stories' en 'market'.
In 2009 had de site slechts 1.000 gebruikers, voornamelijk verworven via mond-tot-mondreclame. In november 2012 was dat aantal de 1.5 miljoen gebruikers reeds gepasseerd.
In 2012 werd 500px door Time Magazine uitgeroepen tot een van de beste blogs.

## Techniek
Een van de belangrijkste technische eigenschappen van 500px is het algoritme dat aan elke afbeelding een 'Pulse' (Nederlands: hartslag) toekent. Parameters als het aantal keer dat de afbeelding bekeken is, aantal stemmen dat de afbeelding heeft gekregen en het aantal keer dat de afbeelding aan favorieten is toegevoegd dragen bij aan het berekenen van deze 'hartslag'. Hiernaast wordt ook de tijd dat de afbeelding op de website staat meegenomen in de berekening. Hierdoor zullen zelfs de populairste afbeeldingen na enkele dagen automatisch plaatsmaken voor nieuwe uploads. Hierdoor is het blog altijd verzekerd van verse content.
Elke geregistreerde gebruiker heeft een 'Affection'-getal dat aangeeft hoe populair een fotograaf is binnen de community.
Naast de reguliere websites zijn er voor zowel iOS als Android apps verschenen van 500px. Deze app werd tijdelijk door Apple uit de App Store verwijderd vanwege de naaktheid die in sommige foto's te zien is. Een nieuwe versie met een leeftijdswaarschuwing werd enkele weken later weer toegestaan.